# Bjugn
Bjugn es un municipio de la provincia de Trøndelag, en Noruega. La capital municipal es el pueblo de Botngård. Otros pueblos en el municipio son Høybakken, Jøssund, Lysøysundet, Nes, Oksvoll y Vallersund.
A 1 de enero de 2015 tiene 4715 habitantes.
El topónimo se mantiene intacto desde el nórdico antiguo y deriva de bjúgr ("doblado"), posiblemente en referencia a la forma del fiordo local Bjugnfjorden. El municipio fue establecido en 1853 al separarse de Ørland y en 1870 amplió su término con tierras despobladas de Åfjord. En 1899 se separaron de Bjugn los municipios de Nes y Stjørna (entonces llamado Skjørn). En 1964 se incorporaron a Bjugn los antiguos municipios de Nes y Jøssund y la parte septentrional de Stjørna.
Se ubica en una zona costera del distrito tradicional del Fosen, unos 40 km al noroeste de Trondheim.